# Bobbie Gentry
Pour les articles homonymes, voir Gentry (homonymie).
Bobbie Gentry, née Roberta Lee Streeter dans le comté de Chickasaw le 27 juillet 1942, est une chanteuse et autrice/compositrice américaine. Elle écrivit et sortit un tube été 1967 Ode to Billie Joe (titre qui sera adapté en français sous le titre Marie-Jeanne et interprété par Joe Dassin en 1967 et par Eddy Mitchell en 1976). Cette chanson fut listée comme la chanson la plus populaire de l'année aux Etats-Unis. Elle a reçu le Grammy Award du meilleur nouvel artiste en 1968.

## Biographie

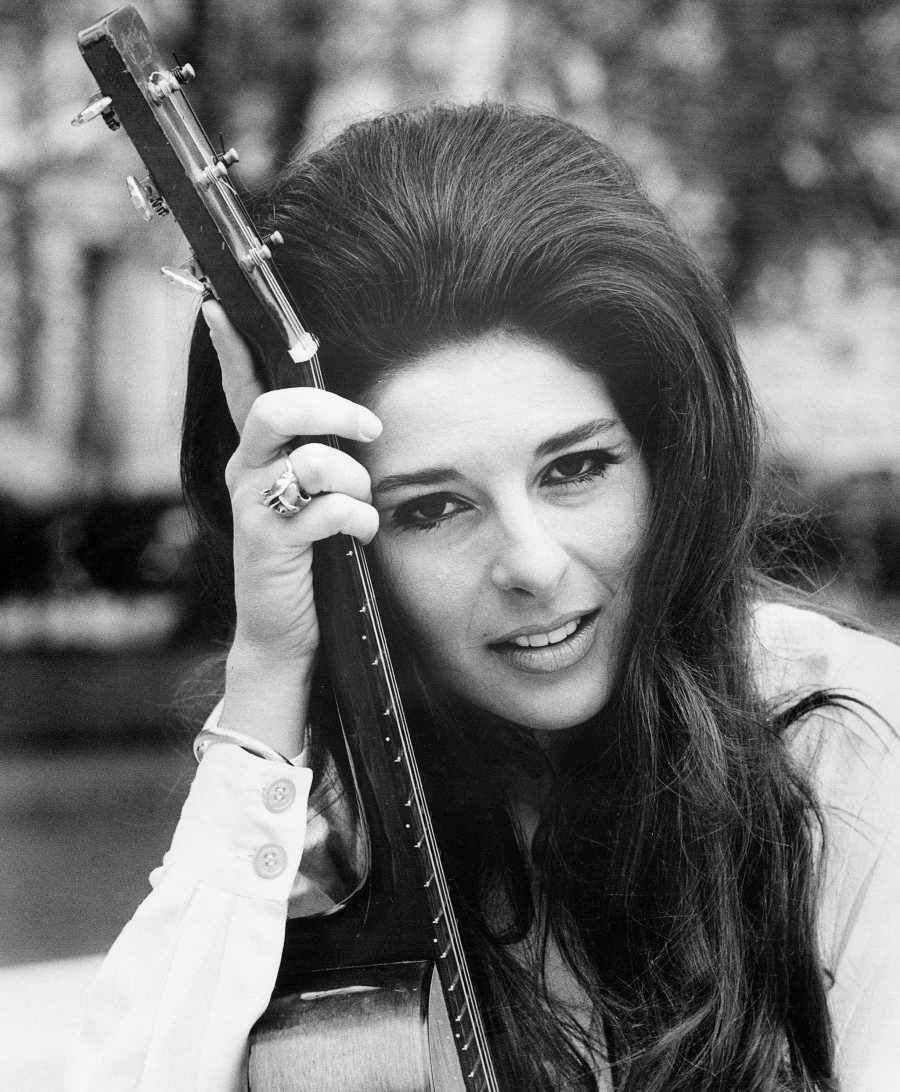
Bobbie Gentry en 1968.

Roberta Streeter, son véritable nom, est née en 1942 dans le comté de Chickasaw, dans le Mississippi, de parents portugais. Ils divorcent peu après sa naissance et elle grandit dans la modeste ferme de ses grands-parents. Après que sa grand-mère a échangé une des vaches à lait de la famille contre le piano d'un voisin, Bobbie, à sept ans, compose sa première chanson, My Dog Sergeant Is a Good Dog. À 13 ans, elle déménage à Arcadia, en Californie, pour vivre avec sa mère, et commence assez vite à se produire dans les clubs locaux. Le film Ruby Gentry de 1952 lui donne son nom de scène.
Encouragée par Bob Hope, elle monte sur les planches dans une boîte de nuit de Las Vegas. Elle s'installe ensuite à Los Angeles pour suivre des études en philosophie à l'UCLA. Elle subvient à ses besoins grâce à des emplois de bureau ou en se produisant occasionnellement dans des boîtes de nuit. Elle travaille également comme mannequin de mode. Elle étudie aussi la composition musicale et l'interprétation au Conservatoire de musique de Los Angeles. En 1966, elle fait ses débuts en enregistrant deux duos - Stranger in the Mirror et Ode to Love, avec le chanteur de rockabilly Jody Reynolds. Elle continue à se produire dans les boîtes de nuit jusqu'à ce qu'un responsable du label Capitol Records, Kelly Gordon, entende une démo qu'elle a enregistrée en 1967.
Après signature avec ce label, un disque est réalisé avec un morceau de country rock,Mississippi Delta, et le morceau Ode to Billie Joe, avec Bobbie Gentry à la guitare acoustique et un accompagnement de violoncelles. Convaincu que la chanson va devenir un succès, en dépit de sa durée de quatre minutes et quinze secondes, Capitol Records accompagne sa publication, le 10 juillet 1967, d'une opération de relations publiques conséquente. Le titre Ode to Billie Joe devient numéro un six semaines plus tard, le 26 août. Bien que son interprète et compositrice soit encore une grande inconnue, ce titre prend la première place à un titre des Beatles, All You Need Is Love. Les paroles un peu mystérieuses ont donné lieu à maintes interprétations. Ces paroles relatent une scène de la vie rurale sudiste, un dîner après une journée de travail dans les champs. Lors de ce dîner familial, la mère évoque brièvement la nouvelle du jour, le suicide, depuis un pont, le Tallahatchie Bridge, d’un certain Billie Joe McAllister. Le père ne semble pas vraiment touché par ce fait, mais la narratrice, si. Il faut dire que la veille, le pasteur a vu une fille qui lui ressemblait jeter « quelque chose » en compagnie du défunt depuis ce fameux pont. Le texte s’inscrit dans l’univers du « Southern Gothic »,. Le titre se place en tête du palmarès Billboard Hot 100 pendant quatre semaines et en quatrième place du palmarès de fin d'année. Le single est vendu à plus de trois millions d'exemplaires dans le monde.
Un deuxième album de Gentry, The Delta Sweete, sort en 1968 mais ne connaît pas un succès comparable. Les textes sont très autobiographiques : elle y évoque son enfance dans une ferme et son éducation religieuse. Le titre Okolona River Bottom Band se classe toutefois parmi les 60 meilleurs du Billboard. Elle collabore aussi à l'album Bobbie Gentry & Glen Campbell, qui obtient un disque d'or. Elle participe à de nombreuses émissions de télévision. En 1969, elle sort Touch'Em with Love, son album le plus acclamé par la critique, qui lui vaut un succès au Royaume-Uni. Elle y interprète I'll Never Fall in Love Again, un morceau écrit par Burt Bacharach et Hal David. En 1970 également, sa composition Fancy lui vaut d'être classée 26e au palmarès country américain et 31e au palmarès pop. « Fancy est ma déclaration la plus forte pour l'émancipation des femmes, si vous l'écoutez vraiment », précise-t-elle. Elle publie ensuite d'autres albums. Elle se marie une première fois le 18 décembre 1969 avec un magnat du monde des casinos Bill Harrah (il a 58 ans et elle 27). Le divorce est prononcé le 16 avril 1970, quatre mois plus tard. Elle épouse un homme d'affaires nommé Thomas R. Toutant le 17 août 1976 et divorce de nouveau le 1er août 1978. Elle se marie une troisième fois avec le chanteur et comédien Jim Stafford le 15 octobre 1978. Ils divorcent en septembre 1980, quelques mois seulement avant le premier anniversaire de leur fils, Tyler Gentry Stafford. Sa dernière apparition publique comme interprète est le 30 avril 1982, à la cérémonie des Academy of Country Music Awards. Elle se met ensuite en retrait de la scène musicale, volontairement, à moins de 40 ans,. 

## Discographie

### Albums studio
- 1967 - Ode to Billie Joe
- 1968 - The Delta Sweete
- 1968 - Local Gentry aka "Sittin' Pretty"
- 1968 - Bobbie Gentry & Glen Campbell
- 1970 - Fancy
- 1971 - Patchwork

### Compilations / Live / Rééditions
- 1969 - Bobbie Gentry's Greatest
- 1972 - The Very Best of Bobbie Gentry
- 2018 - The Girl From Chickasaw County (The Complete Capitol Masters) (Coffret 8CD)
- 2018 - Live at the BBC (enregistré en 1968 & 1969)
- 2020 - The Delta Sweete (2CD : l'album original remastérisé + bonus : demos, versions alternatives, versions mono, etc.)

### Singles
| Année | Single                                         | U.S. Country | U.S. Pop | U.S. A.C. | U.K. Top 40 | Album                                       |
| 1967  | Ode to Billie Joe                              | #17          | #1       | #7        | #13         | Ode to Billie Joe                           |
| 1967  | Okolona River Bottom Band                      | -            | #54      | -         | -           | The Delta Sweete                            |
| 1968  | Louisiana Man                                  | #72          | #100     | -         | -           | The Delta Sweete                            |
| 1968  | Mornin' Glory (avec Glen Campbell)             | -            | #74      | -         | -           | The Delta Sweete                            |
| 1969  | Let It Be Me (avec Glen Campbell)              | #14          | #36      | #7        | -           | Essential Vol. 1                            |
| 1969  | I'll Never Fall in Love Again                  | -            | -        | -         | #1          | Touch 'Em With Love                         |
| 1970  | All I Have to Do Is Dream (avec Glen Campbell) | #6           | #27      | #4        | -           | Greatest Hits                               |
| 1970  | Fancy                                          | #26          | #31      | -         | -           | Fancy                                       |
| 1970  | Raindrops Keep Fallin' on My Head              | -            | -        | -         | #40         | Fancy                                       |
| 1970  | Apartment 21                                   | -            | #81      | -         | -           | Fancy; The Golden Classics of Bobbie Gentry |
| 1970  | He Made a Woman Out of Me                      | -            | #71      | -         | -           | Fancy                                       |
| 1976  | Ode to Billie Joe                              | -            | #54      | -         | -           | Bobbie Gentry's Greatest                    |